# Каспи, Виктория
Виктория Каспи (Victoria Michelle «Vicky» Kaspi; род. 30 июня 1967, Остин, Техас) — американо-канадский астрофизик, специалист по нейтронным звёздам и в особенности пульсарам, в чём получила мировое признание. Профессор Университета Макгилла и директор его Космического института (McGill Space Institute). Член Лондонского королевского научного общества (2010), Королевского научного общества Канады и Американской академии искусств и наук.

## Биография
Родилась в Остине, штат Техас, где её отец получал докторскую степень в Техасском университете, однако провела она там всего два года.
Затем её семья переехала в Монреаль.
Окончила Университет Макгилла с отличием со степенью по физике (BSc Honours, 1989).
По программе NSERC работала в Карлтонском университете.
Степень PhD получила в Принстонском университете — по пульсарам.
Работала с лауреатом Нобелевской премии Джозефом Тейлором.
Работала и преподавала в Принстонском университете, Калифорнийском технологическом институте, Лаборатории реактивного движения НАСА, Массачусетском технологическом институте, Университете Макгилла и Канадском космическом агентстве.
В 1999 году возвратилась в альма-матер.
Ныне профессор физики в Университете Макгилла и директор его Космического института.

## Награды и отличия
- 1998 — Премия Энни Кэннон Американского астрономического общества
- 2004 — Canadian Association of Physicists Herzberg Medal
- 2006 — Steacie Prize[6]
- 2007 — Rutherford Memorial Medal[англ.] по физике Королевского общества Канады
- 2007 — Prix Acfas Urgel-Archambault
- 2009 — Prix Marie-Victorin[англ.]
- 2010 — NSERC[англ.] John C. Polanyi Award
- 2013 — Peter G. Martin Award Канадского астрономического общества
- 2013 — Медаль Бриллиантового юбилея королевы Елизаветы II
- 2015 — Canada Council Izaak-Walton-Killam Award[англ.]
- 2016 — Канадская золотая медаль Герхарда Херцберга (стала первой женщиной, удостоившейся этой награды[8])
- 2019 — Вошла в Nature's 10
- Бейкеровская лекция (2021)
- Премия Шао (2021)
- Премия Альберта Эйнштейна (2022)

Компаньон ордена Канады (2016).